# Бранткалн Детлав Карлович
Детлав Карлович Бранткалн (латис. Detlavs Brantkalns, 24 червня 1898, Тірзенська волость Валкського повіту Ліфляндської губернії, тепер Гулбенського краю, Латвія — 8 серпня 1979, місто Рига, тепер Латвія) — радянський військовий діяч, командир 130-го Латвійського стрілецького корпусу, генерал-лейтенант. Депутат Верховної Ради СРСР 2-го скликання.

## Життєпис
Народився в родині робітника. З п'ятнадцятирічного віку працював робітником.
Член РСДРП(б) з 1916 року.
Брав участь у Жовтневому перевороті 1917 року в Петрограді.
У 1917 році вступив до Червоної гвардії, з серпня 1918 року служив червоноармійцем, а потім командиром відділення 2-го Радянського революційного зведеного полку, після чого брав участь у бойових діях на Східному фронті РСЧА. У грудні 1918 року призначений на посаду помічника начальника бойового комуністичного загону Старогульбенського району в Латвії, з лютого 1919 року служив командиром роти і батальйону Старогульбенського повітового військового відділу.
З червня 1919 року — червоноармієць партизанського загону політичного управління 15-ї армії Західного фронту, з жовтня 1919 року — відповідальний комірник і в.о. завідувача матеріального складу 18-го Військбуду 15-ї армії. Брав участь у бойових діях проти естонських та німецьких військ на території Латвії, восени 1919 року — проти військ під командуванням генерала Юденича під Петроградом.
У квітні 1920 року направлений на навчання на політичні курси Політичного управління Західного фронту, після закінчення яких у серпні 1920 року призначений на посаду військового комісара 501-го стрілецького полку 56-ї стрілецької дивізії Західного фронту,  брав участь у радянсько-польській війні на гродненському напрямі.
З лютого 1921 року — в.о. помічника військового комісара 497-го, 498-го і 499-го стрілецьких полків 56-ї стрілецької дивізії, брав участь у придушенні Кронштадтського повстання.
У серпні 1923 року призначений на посаду військового комісара 48-го стрілецького полку 16-ї стрілецької дивізії Ленінградського військового округу.
З жовтня 1924 року — військовий комісар 104-го стрілецького полку 35-ї стрілецької дивізії Сибірського військового округ, дислокованої в Іркутську.
З серпня 1925 року навчався на стрілецько-тактичних курсах «Постріл», після закінчення яких у вересні 1926 року призначений на посаду командира 15-го окремого стрілецького батальйону Ленінградського військового округу.
З жовтня 1927 року — помічник командира із стройової частини 33-го стрілецького полку 11-ї стрілецької дивізії. Потім — помічник командира із стройової частини 30-го «Череповецького» стрілецького полку 10-ї стрілецької дивізії.
10 січня 1930 року призначений командиром і військовим комісаром 36-го «Славгородського» стрілецького полку 12-ї стрілецької дивізії Сибірського військового округу.
У липні 1937 — травні 1938 року — комендант Нижньо-Амурського укріпленого району, дислокованого в місті Ніколаєвськ-на-Амурі.
У травні 1938 року звільнений у запас. Заарештований органами НКВС та звинувачений в участі в «латиській фашистській організації». У 1939 році звільнений із в'язниці.
У березні 1940 року відновлено в кадрах РСЧА і призначений на посаду викладача Вищих стрілецько-тактичних курсів «Постріл».
Під час німецько-радянської війни з грудня 1942 до червня 1944 року — командир 43-ї гвардійської Латиської стрілецької дивізії Північно-Західного та 2-го Прибалтійського фронтів.
У червні 1944 — травні 1946 року — командир 130-го Латвійського стрілецького корпусу.
З травня 1946 до березня 1947 року навчався на Вищих академічних курсах при Вищій військовій академії імені Ворошилова.
У березні 1947 року призначений заступником командира 23-го гвардійського стрілецького корпусу, у квітні 1948 року — заступником командира 16-го гвардійського стрілецького корпусу.
У квітні 1949 — березні 1954 року — помічник командувача військ Біломорського військового округу з військово-навчальних закладів.
У березні 1954 року у зв'язку з тривалою хворобою зарахований у розпорядження Головного управління кадрів Міністерства оборони СРСР «зі збереженням за ним грошового утримання під час лікування» та у вересні 1954 року вийшов у відставку. З 1954 року — персональний пенсіонер у місті Ризі.
Помер 8 серпня 1979 року. Похований в Ризі на цвинтарі Райніса.

## Звання
- полковник
- генерал-майор (29.01.1943)
- генерал-лейтенант (11.07.1945)

## Нагороди
- два ордени Леніна (21.02.1945,)
- орден Жовтневої Революції (1979)
- чотири ордени Червоного Прапора (14.10.1943, 17.01.1944, 3.11.1944, 1948)
- орден Суворова ІІ ст. (29.06.1945)
- орден Кутузова ІІ ст. (29.07.1944)
- 6 медалей